# Vladímir Antónov-Ovséyenko
Vladímir Aleksándrovich Antónov-Ovséyenko (en ruso: Влади́мир Алекса́ндрович Анто́нов-Овсе́енко; en ucraniano: Володимир Олександрович Антонов-Овсієнко; Chernígov, 9 de marzojul./ 21 de marzo de 1883greg.-Moscú, 10 de febrero de 1938) fue un prominente bolchevique, periodista, “podporúchik” (subteniente) y diplomático soviético. Se lo recuerda como el dirigente del asalto al Palacio de Invierno que culminó con el triunfo de los bolcheviques durante la Revolución de Octubre. Tras servir como cónsul general soviético en la ciudad española de Barcelona, fue víctima de la Gran Purga de Stalin a finales de los años 1930.

## Biografía

### Inicio en la carrera militar
Nació en Chernígov el 21 de marzo de 1883, en una familia de oficiales. Su padre era militar y terrateniente empobrecido. Se graduó en el cuerpo de cadetes de Vorónezh en 1901. Contrario para entonces al militarismo, se unió de inmediato a los círculos revolucionarios. Por la presión de su padre, ingresó en la Escuela Militar de Ingeniería Nikoláiev, aunque renunció a jurar la «fidelidad al Zar y a la Patria», explicando su «repugnancia hacia el ambiente castrense». Posteriormente fue detenido, pudiendo salir más tarde de prisión gracias a la influencia de su padre. En 1902, se marchó de su casa, trabajó un tiempo como peón y chófer, antes de ingresar poco después en la Escuela Militar de San Petersburgo.

### Actividad revolucionaria
Después de ingresar en una organización socialdemócrata en Varsovia, ingresó formalmente en el Partido Obrero Socialdemócrata de Rusia en 1903. Creó una organización revolucionaria en la Escuela de Infantería Vladímir de San Petersburgo, donde obtuvo el grado militar de cadete. En 1904, se graduó en la academia militar capitalina.
Terminada su trayectoria en la Escuela Militar de Infantería Vladímir, fue destinado a Varsovia, donde fundó el Comité Militar del Partido Obrero Socialdemócrata de Rusia. Después de servir en el Extremo Oriente, presentó su dimisión al grado de podporúchik, y se consagró por completo a la lucha revolucionaria clandestina. Durante la  Revolución Rusa de 1905, dirigió el levantamiento en Novo-Alexandria en Polonia y Sebastopol (1906). Al poco fue detenido en esta ciudad y sentenciado a muerte, conmutada la pena por veinte años de trabajos forzados en Siberia. Escapó de allí en junio de 1907 y pasó a residir en Finlandia, San Petersburgo y Moscú antes de emigrar a Francia en 1910. Allí se unió a la fracción menchevique del partido en la que permaneció hasta abril de 1917, cuando se pasó a los bolcheviques.
Decidido opositor de Lenin y sus seguidores, durante la Primera Guerra Mundial se identificó con la corriente internacionalista. Editó  Golos (La voz) y Nashe Slovo (Nuestra palabra) colaborando estrechamente con Trotski —con el que estableció una notable amistad que perduró en la década de 1920— y los miembros del Comité Interdistrito. Esta última publicación, a pesar de lo humilde de su extensión y de sus paupérrimas finanzas, atrajo a destacados escritores socialistas —Trotski, Mártov, Lunacharski, Riazánov o Manuilski— que más tarde tuvieron un destacado papel en la revolución rusa.

### Asalto al Palacio de Invierno
Regresó a Rusia en mayo de 1917 y se unió entonces a los bolcheviques.

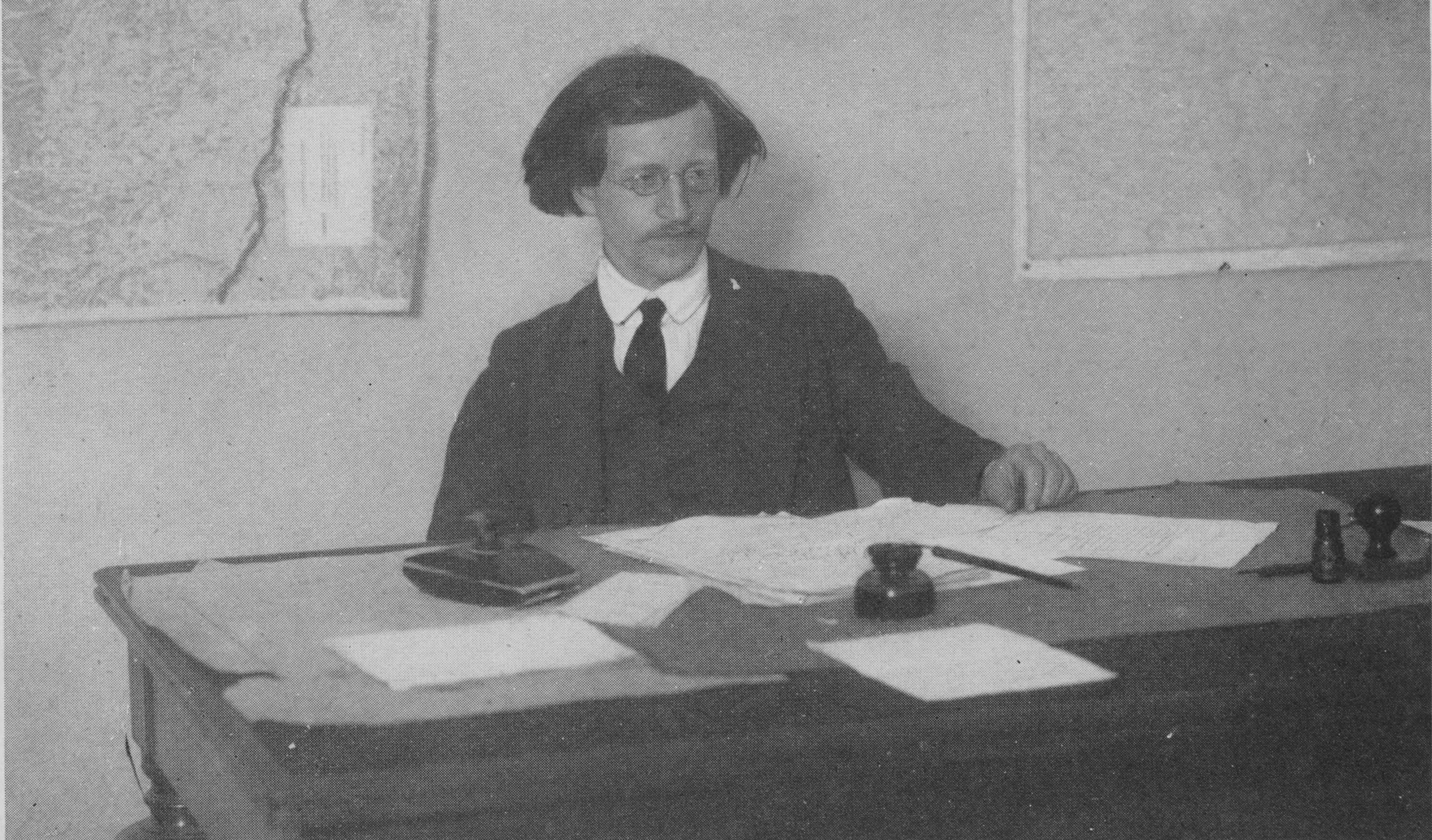
Antónov-Ovséyenko durante la época de la Revolución.

Como miembro de la Organización Militar, junto al Comité Central del Partido Obrero Socialdemócrata de Rusia (bolchevique), se trasladó a Helsinki para dirigir el trabajo de propaganda entre los soldados del norte y los marinos de la flota báltica, al mismo tiempo publicando el periódico Volná (Волна: Onda, Ola). Fue uno de los participantes más activos de la Conferencia del Frente de Todas las Rusias y las organizaciones de retaguardia del Comité Central del Partido Obrero Socialdemócrata de Rusia (bolchevique), realizado en junio de 1917, aceptando Antónov-Ovséyenko la participación en la organización directa de las manifestaciones contra la Ofensiva Kerensky, que desembocaron en la crisis de julio, por lo que fue detenido por el Gobierno Provisional Ruso, e internado en la cárcel de Krestý en San Petersburgo, donde junto con Fiodor Raskólnikov, y en nombre de los detenidos bolcheviques, escribieron una protesta contra el arresto no fundamentado. (En la década de 1920, este episodio de la vida de Antónov-Ovséyenko, según las fuentes oficiales soviéticas, fue descrito así: «Por la participación en la insurrección de julio, fue detenido por el Gobierno Provisional, y junto con Trotsky, se lo recluirá en Krestý». Después de lo cual, será liberado bajo fianza. El 4 de septiembre el Centrobalt designó a Antónov-Ovséyenko Comisario adjunto al Gobernador General de Finlandia.
Fue delegado en la Conferencia Democrática Panrusa, y en el Segundo Congreso de Marinos de la Flota del Báltico (septiembre-octubre de 1917), donde se emite el llamamiento «A todos los oprimidos de los países». El 30 de septiembre se elige la estructura de la oficina regional finlandesa del partido bolchevique. Es miembro del Comité de Organización y del Comité Ejecutivo del Congreso de los Trabajadores del Óblast. Participó en los trabajos de la Conferencia de Organizaciones Militares del Partido Obrero Socialdemócrata de Rusia (bolchevique) del Frente Norte, llevada a cabo el 15 de octubre, donde se elegirá la Asamblea Constituyente Rusa. En el informe de la sesión del Sóviet de la Social Democracia Rusa de 23 de octubre se da cuenta de que la guarnición al completo apoya el establecimiento del poder de los Sóviets, habiendo los Guardias Rojos ocupado las fábricas y depósitos de armas y han reforzado el anillo externo de defensa de Petrogrado, habiendo paralizado las acciones del Estado Mayor de la Región Militar de Petrogardo.
Antónov-Ovséyenko, en su calidad de Secretario del Comité Militar Revolucionario de Petrogrado, tomó parte activa en la insurrección armada de octubre, en Petrogrado. Encabezó a los Guardias Rojos, a los soldados revolucionarios y a los marineros durante la toma del Palacio de Invierno, que no ofreció resistencia para cuando Antónov-Ovséyenko entró en el edificio, arrestando allí al Gobierno Provisional Ruso. Logró contener la rabia de los soldados ante la fuga de Kerensky y proteger a los detenidos hasta su traslado a la Fortaleza de San Pedro y San Pablo de ser linchados en dos ocasiones.
En el Segundo Congreso Panruso de los Sóviets, el 26 de octubrejul./ 8 de noviembre de 1917greg., Antónov-Ovséyenko fue elegido miembro del Comité para los Asuntos Militares y Navales del Sovnarkom de Lenin, uno de los tres que formaba su presidencia colegiada.
Representó el Frente Norte en la efímera Asamblea Constituyente.

### Guerra civil
En su calidad de especialista en el campo del arte de la guerra, en diciembre de 1917 Antónov-Ovséyenko tomó el mando del Ejército Rojo en el sur del país, que combatía contra los cosacos de Alekséi Kaledin y las fuerzas ucranianas que apoyan a la Rada Central Ucraniana. Fue jefe del grupo del Ejército Rojo que invadió la República Popular Ucraniana; entró en Járkov, donde el Congreso de los Sóviets proclamó el poder en Ucrania, después de lo cual, le entregó el mando militar al socialista revolucionario de izquierda Mijaíl Muraviov, encabezando este la lucha contra los ejércitos cosacos en calidad de comandante del Ejército Rojo en el Sur de Rusia (de marzo a mayo de 1918). Tras la firma del Tratado de Brest-Litovsk y la orden de Lenin de retirarse de la zona, Antónov-Ovséyenko pasó a combatir en el frente oriental de la guerra civil.
Por indicación personal de Antónov-Ovséyenko, el 1 de abril de 1918 fue ejecutado en Taganrog (mar de Azov) el general zarista retirado Paul von Rennenkampf. 
Días después de la derrota de los Imperios Centrales en la Primera Guerra Mundial, se lo relevó del mando de un grupo de ejércitos del Frente Oriental para encargársele la formación de un ejército que invadiese Ucrania antes de dos semanas. El 19 de noviembre, el nuevo Comité Militar Revolucionario de Ucrania, se instaló Kursk con un nombre supuesto para no despertar sospechas de su misión real. A Antónov-Ovséyenko lo acompañaban Stalin, Vladímir Zatonski y Gueorgui Piatakov como miembros del Comité. Su frente, sin embargo, era secundario para el alto mando bolchevique, más preocupado por los combates en el este y en el sur —contra los cosacos de Piotr Krasnov—. Las diferentes prioridades de Ioakim Vatsetis, al mando de las fuerzas bolcheviques en su conjunto, y de Antónov-Ovséyenko condujeron a continuos roces entre los dos. Tuvo que reunir a toda velocidad unidades para la inmediata invasión, utilizando algunas a medio formar o mal armadas junto con fuerzas de desertores, partisanos y campesinos. No estaba muy claro además qué unidades estaban realmente bajo su mando. Dirigió el Frente ucraniano entre diciembre de 1918 y junio de 1919.

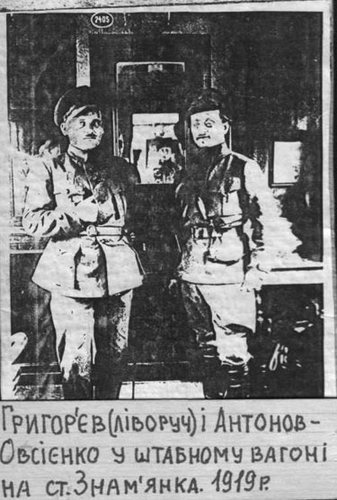
Antónov-Ovséyenko y Nikífor Grigóriev, Známyanka, 1919

Después de la retirada del ejército alemán, de enero a junio de 1919, Antónov-Ovséyenko mandó al ejército en el Frente ucraniano, al mismo tiempo que dirigió los asuntos militares de la República Soviética de Ucrania, participando activamente en las operaciones militares contra el ejército de la República Popular Ucraniana, y la constitución del poder soviético en prácticamente todo el territorio de la futura RSS de Ucrania. 
Estaba activamente preocupado por los temas de carácter social y económico, así cuando los propietarios de las empresas de Járkov se negaron a pagar a los obreros su sueldo, que protestaban para conquistar la jornada de trabajo de 8 horas, Antónov-Ovséyenko metió a 15 de ellos en un vagón de tren, y les exigió un millón en efectivo, amenazando, en caso contrario, con enviarlos al trabajo en las minas. 
Antónov-Ovséyenko participó activamente en el brutal aplastamiento de la Rebelión de Tambov en 1921. Entre 1919 y 1920, trató de luchar contra el descontento popular desde su puesto de Presidente del Comité Ejecutivo del óblast de Tambov, y en 1921 recibió plenos poderes del Comité Ejecutivo Central Panruso para la lucha contra el bandolerismo en el Óblast de Tambov, ayudado activamente por Mijaíl Tujachevski en el aplastamiento de la rebelión antibolchevique de campesinos por parte del Ejército Rojo, conocido en la historiografía soviética como «antónovschina».
Entre 1920 y 1921, fue miembro de la presidencia colegiada de la Comisaría de Trabajo y del NKVD.

### Época soviética
En el XI Congreso del PCUS, se opuso a la implantación de la NEP. En los años de guerra civil rusa, Antónov-Ovséyenko se formó como un experimentado funcionario del partido, y su trabajo lo llevó entre 1922 y 1924 a la jefatura del Departamento Político del Sóviet Militar Revolucionario. Se oponía activamente a la ampliación del poder de Stalin, llamándolo déspota, una dictadura personalizada. Por ello, Antónov-Ovséyenko apoyó a Trotski, con el que tenía buenas relaciones, y se adhirió entre 1923 y 1927 a la «oposición de izquierda» trotskista, aunque presionado en 1928 se vio obligado a romper con ella. Durante esta década, trabajó en la diplomacia soviética en varios países: Checoslovaquia (1925), Lituania (1928) y Polonia (1930). En la década de 1930, se le permitió trabajar en temas jurídicos, llegando a ser el Fiscal jefe de la RSFS de Rusia, (1934) y Comisario del pueblo de Justicia de la RSFS de Rusia (1937).

### España
Tras el comienzo de la guerra civil española fue nombrado cónsul general soviético en Barcelona (de 1936 a 1937), prestando gran apoyo al Ejército republicano como consejero militar. De la colección de documentos de Antónov-Ovséyenko, testimonió que trataba de intervenir en defensa de la línea de Stalin, contra la oposición de los anarquistas y del POUM, que controlaban el movimiento antifascista de Cataluña. Juan Negrín dijo sobre él: «es más catalán que los catalanes». Después del conflicto surgido entre el cónsul general y Juan Negrín, presentó su dimisión. También el embajador soviético, Leon Gaykis, llegó a criticar algunas de sus acciones.
En agosto de 1937, Antónov-Ovséyenko fue destituido en España y, el 12 de octubre de 1937, fue arrestado por el NKVD durante la Gran Purga. Se lo nombró brevemente Comisario de Justicia en 1938. El 8 de febrero de 1938, fue condenado a muerte por el Colegio Militar de la Corte Suprema de la URSS «por pertenecer a una organización terrorista trotskista y por espionaje» y fusilado dos días más tarde, el 10 de febrero, en el campo de fusilamiento de Communarka. Fue rehabilitado póstumamente el 25 de febrero de 1956.